# 李道明 (唐朝)
李道明（?—?），唐朝宗室，淮阳王，唐高祖李渊的五叔李绘的孙子。李道玄的弟弟。
其兄李道玄无子，以李道明嗣淮阳王，迁左骁卫大将军。贞观十四年（640年），李道明与武卫将军慕容宝节送弘化公主於吐谷浑，他说出了公主非唐太宗之女，夺淮阳王，最后为郓州刺史。六世孙李汉。